# ستيف غريفيثز (منافس ألعاب قوى)
ستيف غريفيثز (بالإنجليزية: Steve Griffiths) هو منافس ألعاب قوى جامايكي، ولد في 30 يونيو 1964.

## وصلات خارجية
- ستيف غريفيثز على موقع الاتحاد الدولي لألعاب القوى (الإنجليزية)
- ستيف غريفيثز على موقع أوليمبيديا (الإنجليزية)